# Wasatch-hegység
A Wasatch-hegység (angolul Wasatch Range) egy körülbelül 260 km hosszú hegylánc az Amerikai Egyesült Államok Utah államában.

## Földrajzi helyzete
Idaho határvidékétől az állam közepe felé, a Sziklás-hegység nyugati, a Nagy-medence keleti peremén. A hegység és a Nagy-sóstó között épült Salt Lake City.
A több mint 8000 km-es Uinta–Wasatch–Cache Nemzeti Erdővédelmi Terület része. A szövetségileg védett erdő Idaho és Wyoming egyes részeire is átnyúlik-

## Nevének eredete
Egy sosón vezérről nevezték el,

## Leírása

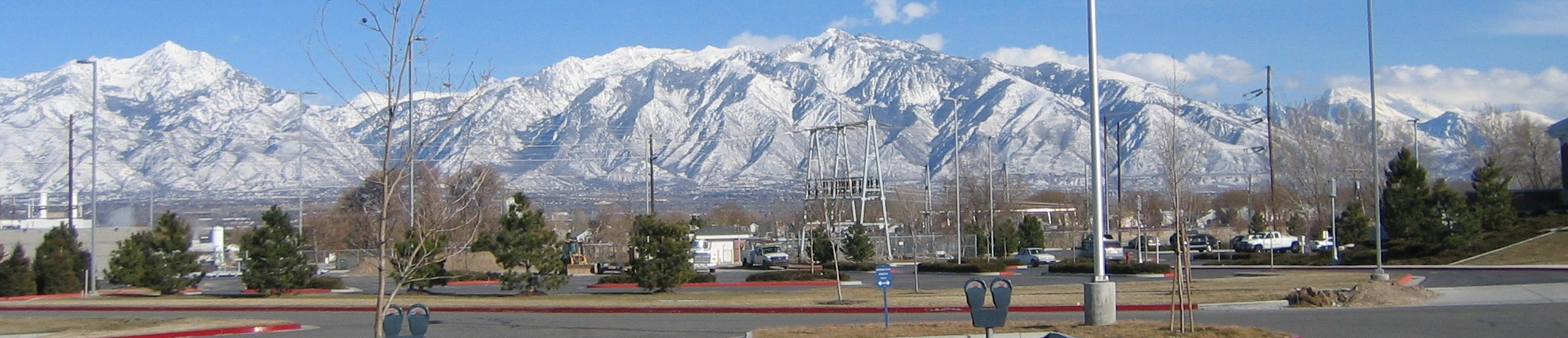

A hegyláncot meredek falú gleccservölgyek tagolják. Legmagasabb pontja a 3636 m magas Mount Nebo.
A tél igen csapadékos, évente akár 1300 cm  hó is hullhat. A hó a téli alacsony páratartalom miatt száraz és porszerű, ami kiválóan alkalmassá teszi a téli sportokra. A jó minőségű hó és a nagyváros közelsége is közrejátszott abban, hogy itt rendezték a 2002. évi téli olimpiai játékokat.
Utah lakosságának 85%-a (több mint 2 000 000 ember) a Wasatch-hegység nyugati lábánál él, ahol sok folyó lép ki a hegyek közül. A hegység a korai telepesek fontos nyersanyagforrása volt: innen kapták a vizet, a fát és az építőanyagnak használt gránitot.

## Fordítás
Ez a szócikk részben vagy egészben  a   Wasatch-hegység című angol Wikipédia-szócikk ezen változatának fordításán alapul.  Az eredeti cikk szerkesztőit annak laptörténete sorolja fel. Ez a jelzés csupán a megfogalmazás eredetét és a szerzői jogokat jelzi, nem szolgál a cikkben szereplő információk forrásmegjelöléseként.